# Coreanos de los tejados

«Coreanos de los tejados»

El término Coreanos de los tejados (Rooftop Koreans en inglés) se refiere a los propietarios de negocios y residentes coreano-estadounidenses que durante los disturbios de Los Ángeles de 1992 se armaron y se subieron a los tejados de los negocios locales para defenderse. Los disturbios en las zonas urbanas fueron provocados por la absolución de cuatro oficiales del Departamento de Policía de Los Ángeles en el caso de la paliza a Rodney King, lo que desencadenó saqueos, violencia generalizada, incendios y disturbios por toda la ciudad. 

## Antecedentes
Las tensiones entre las comunidades coreana y afroamericana en Los Ángeles ya existían. Según algunos coreanos, había una percepción entre los afroamericanos de que los coreanos se estaban beneficiando de la comunidad mediante la gestión de pequeños negocios en la zona, lo que generó resentimiento racial. Incidentes violentos previos, como el asesinato en 1991 de Latasha Harlins, una adolescente afroamericana que fue fatal y controvertidamente asesinada a tiros por Soon Ja Du, una propietaria coreano-estadounidense de una tienda de conveniencia, aumentaron las tensiones.
Du fue juzgada, declarada culpable y sentenciada a diez años de prisión. Sin embargo, la condena fue suspendida, y en su lugar se le impuso cinco años de libertad condicional, 400 horas de servicio comunitario, una multa de $500 en concepto de restitución y los costos del funeral de Harlins. La sentencia fue ampliamente considerada como extremadamente indulgente, y un recurso de apelación fallido contribuyó, según se informa, a los disturbios de Los Ángeles en 1992. 

## Eventos
Después del veredicto del caso Rodney King, la policía de Los Ángeles no pudo proporcionar protección a muchas áreas afectadas debido a la escala abrumadora de los disturbios. De manera controvertida, optaron por establecer un perímetro defensivo alrededor de las ciudades de clase alta como Beverly Hills y West Hollywood, aislando Koreatown y abandonando a otras comunidades minoritarias y de bajos ingresos, dejando a la comunidad de Koreatown en gran medida a su suerte. En respuesta, muchos propietarios de negocios y residentes coreanos decidieron tomar el asunto en sus propias manos.
Las estaciones de radio locales coreanas en Los Ángeles hicieron un llamado para ayudar a los propietarios de negocios coreanos, lo que llevó a la llegada de voluntarios armados con sus propias armas de fuego. La intersección de la 5.ª Calle y Western Avenue fue un punto de conflicto importante, donde el mercado de alimentos California Market (también conocido como Gaju o Kaju) se convirtió en un foco principal. Otros lugares defendidos por ciudadanos armados incluyeron la intersección de la 8ª y Oxford, así como Western y la 3ª Calle. El Los Angeles Times informó que había múltiples personas en el techo del supermercado con «escopetas y armas automáticas». La revista Ebony señaló el uso de «rifles y pistolas».
Dado que en ese momento Corea del Sur tenía un servicio militar obligatorio de treinta meses para los hombres, se destacó que muchos inmigrantes coreanos tenían experiencia en el manejo de armas de fuego.
Las acciones de los «coreanos de los tejados» desataron debates sobre el control de armas y el vigilantismo, al mismo tiempo que recibieron elogios por la valentía y el ingenio de los residentes. Edward Song Lee, un coreano-estadounidense, fue disparado y asesinado por error por sus propios compañeros mientras protegía tiendas cerca de la 3ª calle. Héctor Castro, un latino, también murió de un disparo en Koreatown durante los disturbios. Las autoridades no pudieron determinar quién lo mató, ya que tanto los comerciantes como los alborotadores estaban disparando en la zona.
La policía se encontraba en «alerta táctica», lo que significaba que no respondían a ninguna llamada de los ciudadanos. El orden no se restableció hasta que el presidente Bush invocó la Ley de Insurrección (declarando la situación como una insurrección) y desplegó 15,000 soldados. El orden fue restaurado casi de inmediato.

## Influencia
Los «coreanos de los tejados» han sido mencionados por defensores del derecho a portar armas como un ejemplo del valor de la posesión de armas por parte de los ciudadanos y de «ser tu propio primer respondedor». En años recientes, también se ha convertido en tema de memes en las redes sociales, contribuyendo a aliviar tensiones con las comunidades afroamericanas, especialmente durante los disturbios de Ferguson en 2014, el surgimiento de Black Lives Matter y el aumento de las tensiones raciales en torno al movimiento Stop Asian Hate.